# Billancourt
 Billancourt  es una población y comuna francesa, en la región de Hauts-de-France, departamento de Somme, en el distrito de Péronne y cantón de Ham.

## Demografía
| 167 | 157 | 172 | 169 | 161 | 137 | 163 | 175 |
| Para los censos de 1962 a 1999 la población legal corresponde a la población sin duplicidades (Fuente: INSEE [Consultar]) |     |     |     |     |     |     |     |